# Playa de Arnao
La playa de Arnao está situada en la localidad de Arnao, del concejo de Castrillón (Asturias, España). Esta playa brinda al visitante un ambiente natural y poco frecuentado, además de una parte importante de la historia del lugar con la presencia de la antigua Real Compañía Asturiana de Minas.
Esta playa tiene la misma denominación que la playa de Arnao de Figueras, situada en la localidad de Figueras, perteneciente al concejo de Castropol (Asturias, España).

## Características
Se prolonga alrededor de unos 300 - 350 metros, y la urbanización en ella es escasa, salvo por unas cuantas casas dispersas. Además, posee un paseo marítimo de 500 m. que enlaza con una senda verde de varios kilómetros.
Tiene forma de concha y se caracteriza por estar rodeada de vegetación y tener una arena fina y blanquecina, acompañada de una pequeña zona de cantos rodados. El oleaje es entre moderado y fuerte,
por lo que es una de la playa escogida por los surfistas para la práctica de su deporte. También se puede optar por la pesca o disfrutar de un relajante baño en una piscina natural conocida como "La Hollina".

## Servicios
Posee diferentes servicios a disposición del usuario, como duchas, aseos, fuentes de agua y papeleras. También cuenta con equipo de vigilancia y salvamento en temporada estival.
Además, en las cercanías hay una zona de aparcamiento, una parada de autobús de la línea L-1 (La luz-Piedras Blancas) y dos chiringuitos que abren solamente en verano.

## Accesos
Para acceder a esta playa hay que circular por la N-634 y tomar la desviación hacia Salinas. Después de atravesar un túnel y dejar atrás las playas de El Cuerno y El Dólar se encuentra el desvío hacia la playa. También puede accederse en sentido opuesto —de oeste a este— y una vez llegados a Piedras Blancas, tomar el camino antes indicado.

## Plataforma de Arnao
En las inmediaciones de la playa se encuentra la plataforma de Arnao, un conjunto de fósiles de formaciones coralígenas que formaron un arrecife. Se distinguen 3 tipos de capas rocosas denominadas: 
- Conjunto Calcáreo
- Conjunto Pizarroso-Margoso
- Conjunto de Margas rojas y verdes